# Берлинские легавые
«Берлинские легавые» (англ. Dogs of Berlin) — немецкий драматический телесериал, созданный по заказу «Netflix». Это второй сериал «Netflix», полностью снятый в Германии; первым был сериал «Тьма».
Премьера сериала состоялась на «Netflix» 7 декабря 2018 года.

## Сюжет
Два детектива, Эрол Биркан и Курт Гриммер, расследуют убийство футболиста сборной Германии Оркана Эрдема, турка по происхождению. Список подозреваемых достаточно длинный: неонацисты из Марцана, ливанский клан, соседствующий с убитым, турецкие националисты, которых злило то, что звезда играла за Германию вместо Турции, футбольные фанаты, мафия Берлина. Для того чтобы раскрыть правду, детективы идут на весьма рискованные шаги и погружаются в тайный мир столицы Германии.

## Список эпизодов
| Номер эпизода | Название               | Режиссёр         | Сценарий                                | Дата выхода    |
| 1 | «VIP»                  | Кристиан Альварт | Кристиан Альварт                        | 7 декабря 2018 |
| Будучи дома у своей любовницы Сабине в Марцане, Курт замечает полицейские машины у соседнего дома. Подойдя к ним, он встречает двух полицейских — Петрович и Вахтмайстера, которые приехали на вызов об обнаруженном трупе под окнами. Найдя удостоверение личности убитого, Курт понимает, что это знаменитый футболист Оркан Эрдем. |                        |                  |                                         |                |
| |                        |                  |                                         |                |
| 2 | «Mannschaft»           | Кристиан Альварт | Кристиан Альварт и Ипек Цюберт          | 7 декабря 2018 |
| |                        |                  |                                         |                |
| 3 | «Begegnung»            | Кристиан Альварт | Кристиан Альварт и Эрол Исилькая        | 7 декабря 2018 |
| |                        |                  |                                         |                |
| 4 | «Heimspiel»            | Кристиан Альварт | Кристиан Альварт и Михаэль Прёль        | 7 декабря 2018 |
| |                        |                  |                                         |                |
| 5 | «Schiebung»            | Кристиан Альварт | Кристиан Альварт и Хеннер Шульте-Хольти | 7 декабря 2018 |
| |                        |                  |                                         |                |
| 6 | «Abseits»              | Кристиан Альварт | Кристиан Альварт и Ян Кронауэр          | 7 декабря 2018 |
| |                        |                  |                                         |                |
| 7 | «Derby»                | Кристиан Альварт | Кристиан Альварт и Рон Маркус           | 7 декабря 2018 |
| |                        |                  |                                         |                |
| 8 | «The Call of the Wild» | Кристиан Альварт | Рихард Прайс и Штефан Цайллиан          | 7 декабря 2018 |
| |                        |                  |                                         |                |
| 8 | «Länderspiel»          | Кристиан Альварт | Кристиан Альварт и Джордж Хартман       | 7 декабря 2018 |
| |                        |                  |                                         |                |
| 9 | «Verlängerung»         | Кристиан Альварт | Кристиан Альварт                        | 7 декабря 2018 |
| |                        |                  |                                         |                |
| 10 | «Siegerehrung»         | Кристиан Альварт | Кристиан Альварт и Аренд Реммерс        | 7 декабря 2018 |
| Полиция Берлина совершает рейды на склады Тарик-Амира, где они арестуют нескольких человек и изымают жёсткие диски и документы. Эрол подозревает Айкута в предательстве, о чём открыто заявляет; Зайлер критикует опергруппу за неэффективность, а Курт получает сообщение от Карима с квитанцией Курта за ставки. Позже, от Карима он получил сведения о тайной комнате Хакима в шахте лифта в их доме в Запретном квартале в Кайзерварте; Курт и Эроль показывают биту Карима Зайлеру; Позже, Зайлер получил разрешение на рейд в Запретный квартал; начинается война между полицией и кланом, в результате которой, Хакима и Малика ранят и задерживают, а Карима задерживают невредимым. |                        |                  |                                         |                |

## В ролях

### Основной состав
- Феликс Крамер — детектив Курт Гриммер, член опергруппы «Красная карта»
- Фахри Ярдим — детектив Эрол Биркан, член опергруппы «Красная карта», турок по происхождению
- Катарина Шюттлер — Паула Гриммер, жена Курта Гриммера
- Анна Мария Мюэ — Сабина «Бине» Лудар, любовница Курта Гриммера
- Урс Рехн — Герт Зайлер, капитан полиции, начальник Курта и Эрола

### Второстепенный состав
- Каис Зетти — Карим Тарик-Амир, глава ливанского мафиозного клана
- Зинан Фарангмер — Хаким Тарик-Амир, брат Карима
- Сами Абдель Фаттах — Раиф Тарик-Амир, двоюродный брат Карима и Хакима
- Мохаммед Исса — Мурад Иссам, рэпер
- Дениз Орт — Маисса Иссам, сестра Мурада
- Катрин Засс — Эва Гриммер, мать Курта Гриммера, член неонацистской группировки «Братство Марцана»
- Яннина Эрфани-Фар — Камилла, невеста Карима Тарик-Амира, бывшая подруга Эрола Биркана
- Себастиан Циммлер — Ульф Гриммер, брат Курта Гриммера, член неонацистской группировки «Братство Марцана»
- Лангстон Уйбель — Рафаэль Бу’Пенга, игрок сборной Германии
- Мишель Матичевич — Томо Ковач, глава сербского мафиозного клана и владелец букмекерских контор
- Давид Беннент — Саша «Шпети» Фрюм, букмекер, у которого Курт Гриммер делал ставки
- Озгюр Карадениз — Канберк Карака, руководитель детского центра, бывший наставник Эрола Биркана
- Роберт Галлиновски — Йоханн Хенкенмайер, лидер неонацистской группировки «Братство Марцана»
- Антонио Ваннек — Ханс Куша, член неонацистской группировки «Братство Марцана»
- Алина Штиглер — Петрович, сотрудница полиции
- Сейнеб Салех — Рафика Масаад, сотрудница отдела по борьбе с наркотиками
- Юнг Нго — Карстен Нгуен, репортер